# Yolkai-Estsan Mons
Lo Yolkai-Estsan Mons è una struttura geologica della superficie di Venere.